# Steven Goegebeur
Steven Goegebeur (Mortsel, 22 september 1973) is een Vlaams stand-upcomedian.

## Biografie
Hij zette zijn eerste stappen als stand-upcomedian eind 2007 in het podiumcafé “Den Buster” in Antwerpen. Van 2011 tot voorjaar 2014 ging hij op tournee met een eigen avondvullende voorstelling, De Geknipte Man!. Met deze debuutshow verkocht hij meer dan 90% van de zalen uit. In 2013 was hij te zien in het eerste seizoen van Foute Vrienden (2BE), in  'Het Perfecte Koppel' (één) en in 'Een Laatste Groet' (één) gepresenteerd door Bart Peeters. In dit laatste programma mocht hij een laatste eer bewijzen aan onder meer Natalia, Astrid Bryan en Pascal Smet. Ook voor het tweede, en voor hem persoonlijk laatste seizoen van 'Foute Vrienden' tekende hij present. In diezelfde periode werd 'De Geknipte Man' uitgezonden op 2BE en verscheen de dvd/cd van zijn eerste comedyshow. 
In 2014 was Goegebeur bezig met de voorbereidingen van zijn tweede show 'Man van de wereld' die in première ging op 27 november 2014 in CC Zwaneberg te Heist-op-den-Berg. In diezelfde periode verscheen ook zijn eerste boek 'De geknipte man voor comedy! Mijn eerste show uitgegeven.' bij Uitgeverij Vrijdag. Ook zijn educatieve voorstelling 'Lach eens met een ander' die het thema pesten op school behandelt bleef een groot deel van zijn tijd opeisen.
Sinds 2019 presenteert hij het programma 'In De Buurt' op de Antwerpse regionale televisiezender ATV.
In 2024 toert hij met zijn vijfde show 'onBESTOFt'.